# 女性軍人
女性軍人，包括女軍官和女兵，是指一國军队中服役的女性军职人员，包括战斗人员和非战斗人员，其职责与男性軍人一样，都是保卫国家安全、守衛国家边境、維持政府政权及社会安定，有时亦参与非战斗性的包括救灾等工作。女性軍人因体力和身體機能问题而很少分配至步兵部隊或戰鬥單位，反而大多隸屬於后勤單位、文書、情報、維修、通訊、军医与院校等军事设施工作。
女兵作为后勤兵能发挥很大的作用，也时常分配到空军与海军任飞行员和通信员。關於是否應該讓女兵上戰場，跟男性一樣去承擔安全及生命上的風險，一直是個爭論不休的議題。
目前全世界僅只有朝鮮民主主義人民共和國、以色列、挪威、瑞典、丹麥、厄利垂亞、乍得、幾內亞比紹、馬里、莫桑比克、佛得角、尼日爾、緬甸及東帝汶的女性跟男性一樣須服義務役，其他國家女性則是可以自由選擇是否要進入軍旅生活。

## 男女均需服兵役的國家

### 亞洲

#### 以色列

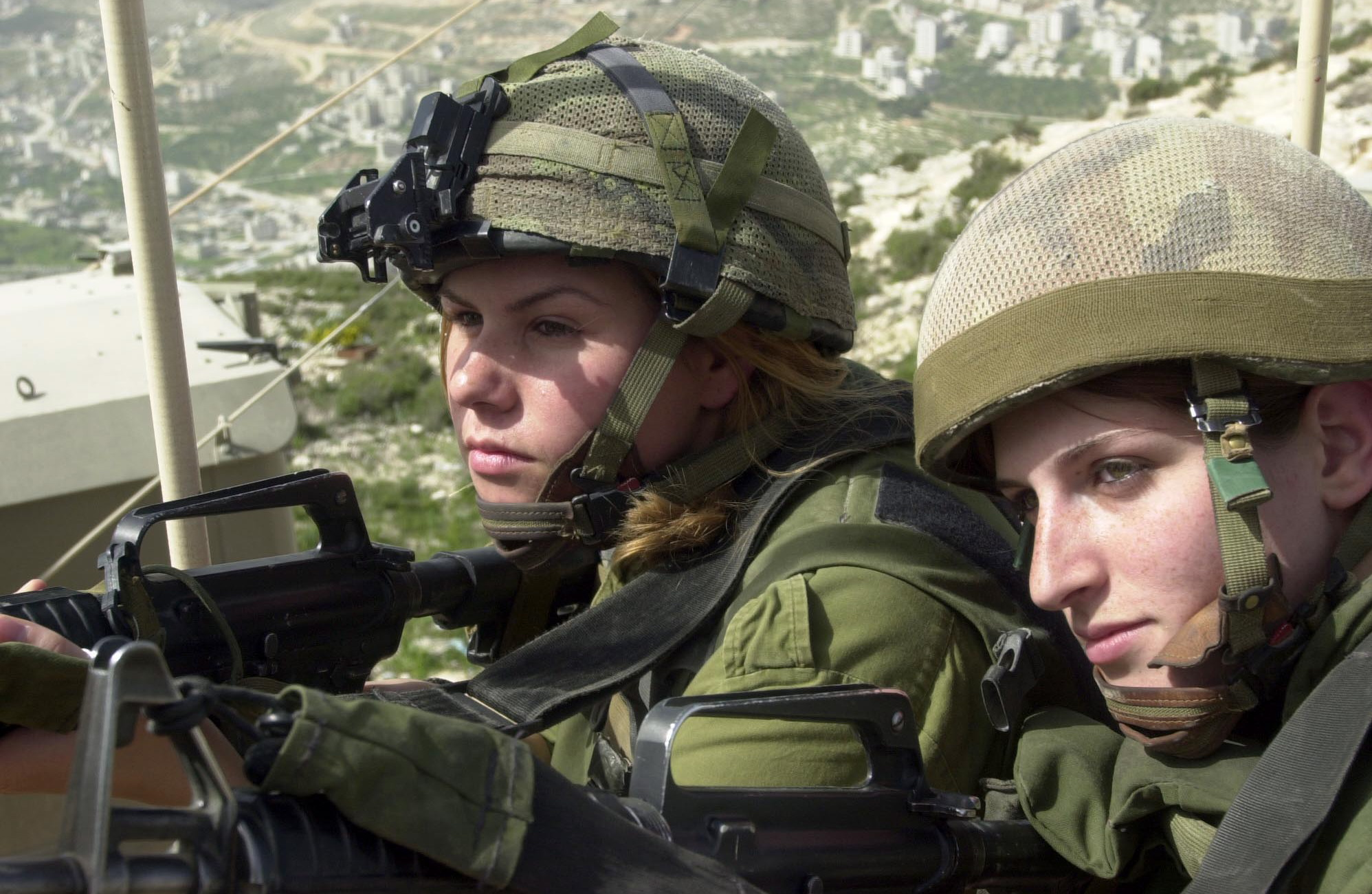
以色列國防軍傘兵旅的女性隊員

由於強敵環伺的關係，以國當局實施了義務役，連女性都要被徵召入伍，常態性地防衛猶太人聚落以免遭伊斯蘭恐怖份子滲透；在以色列的軍訓課程中，以國女學生也要接受打靶訓練。
所有符合條件的男女需在18歲時應召入伍，女性需服役至少24個月（男性至少32個月）；所有新兵都必須經歷三個月的基礎訓練，學習紀律、射擊、急救、生化戰資訊和體能等基礎知識，結業後才開始本科訓練與服役。

#### 朝鮮民主主義人民共和國

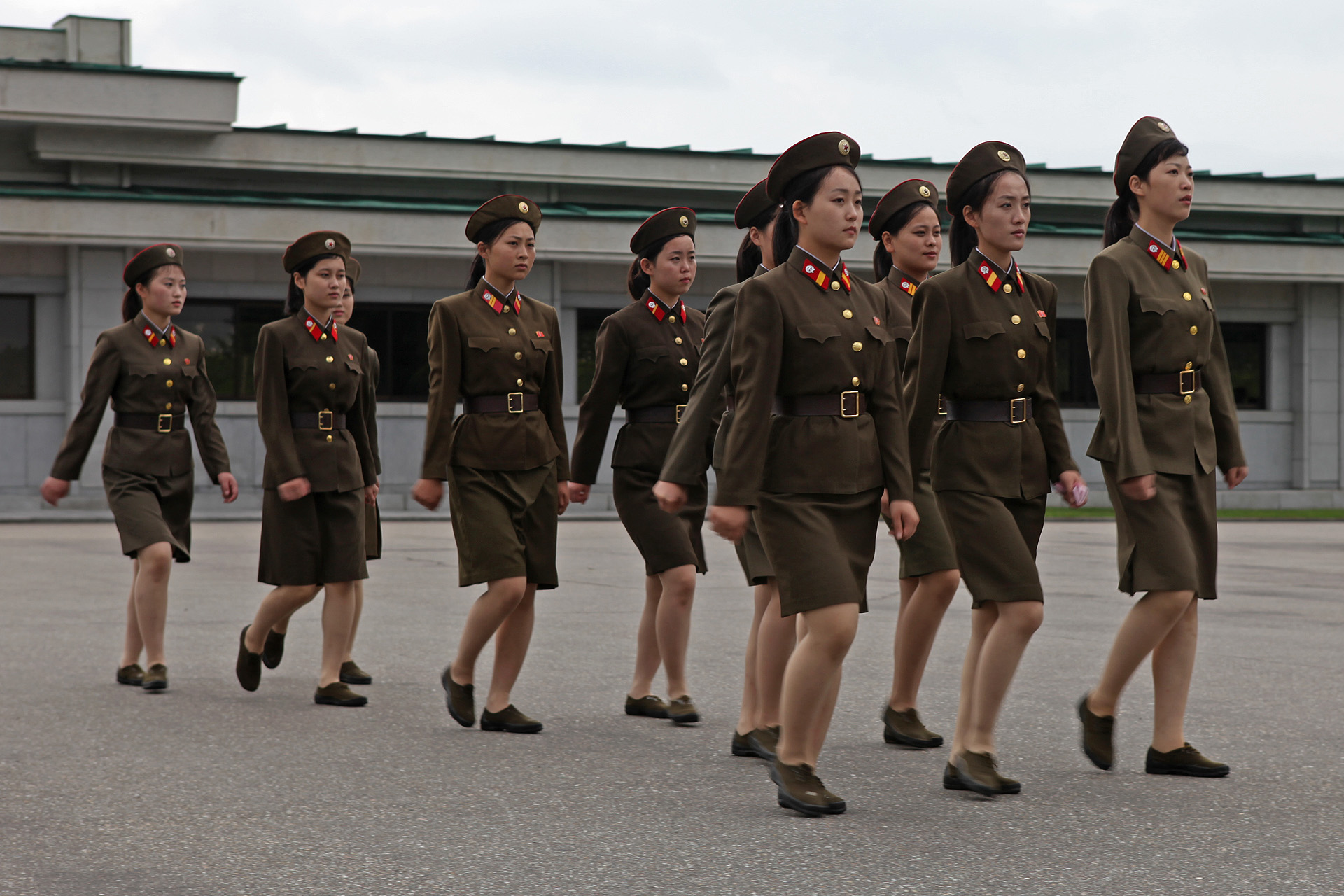
朝鮮人民軍女性軍人

2020年時服役年限達到男性13年、女性8年，後來碰上大飢荒，2021年朝鮮勞動黨第八全會後決議，改為男性8年、女性5年。許多女兵因條件太過艱苦而長期停經；在訓練上，男性及女性的日常訓練並沒有差太多，女性的體能訓練雖然會稍微短一點，但是她們會被要求洗衣服、煮飯。

#### 緬甸
緬甸軍政府於2024年規定所有青年男女都必須服兵役，軍政府正竭力遏制在緬甸各地爭取更大自治權的武裝叛亂力量。所有18至35歲的男性和18至27歲的女性必須服兵役兩年，而45歲以下的醫生等專家必須服兵役三年；在當前的緊急狀態下，服役期最多可延長至五年。

#### 東帝汶
東帝汶於2020年決定對18至30歲的男女公民實行義務兵役，服役期為18個月，但具體如何執行尚不明確。

### 歐洲

#### 丹麥
丹麥政府於2024年3月13日宣布，首次將徵兵範圍擴大至女性，預計在2026年，丹麥男女一律需服11個月的兵役，包括5個月的基礎訓練及6個月的專業技能訓練。目前所有志願入伍的丹麥士兵中，女性已佔到25%。

#### 挪威
在2016年修法後也將女性納入義務役，男女役期皆為19個月的義務役，可選擇先服12個月的兵役，之後7個月役期則提供彈性，可繼續服原有兵科、或進階訓練、參與軍事演習，或在危機時期再恢復現役（優先召集）；由於受到年度國防預算限制，每年約6萬名及齡男女青年無法同時完成兵役。

#### 瑞典
於2010年一度停止徵兵，2018年恢復徵兵制，無論男女都必須參加徵兵測試，之後再透過測試結果層層篩選和分發服務單位，依據不同單位服役約6至15個月。目前大約20%的現役軍人是女性。

### 非洲

#### 厄利垂亞
男性和女性的兵役期限均為16個月。

## 其他國家的女性軍人

### 中國大陸
在中國文明史中，女性參與軍事活動的記錄很早就出現。約西元前十七世紀的商朝第23位王武丁的妃子婦好，就多次擔任統帥帶兵出征，最多的一次曾經統領13,000人的大軍，這在當時是一支相當龐大的部隊。在《史記》的《孫子吳起列傳》中記載，約西元前五百年的春秋時代，當時的吳國第24任君主闔閭故意考驗軍事家孫武，挑選了180名宮女接受孫武訓練，並由兩名愛妃負責卒長之職。剛開始，縱使孫武「三令五申」重復表明會執行軍法，眾宮女皆不理孫武的號令，於是孫武便將作為卒長的兩名吳王愛妃斬首，即使吳王阻止亦不理會。
唐初开国皇帝李渊的女儿平陽昭公主也曾组织女兵部队号称“娘子军”。
明末，女将秦良玉有三十多女亲军，盔甲缨帽皆如男子；清末义和拳中有以女性为主体的“红灯照”组织。

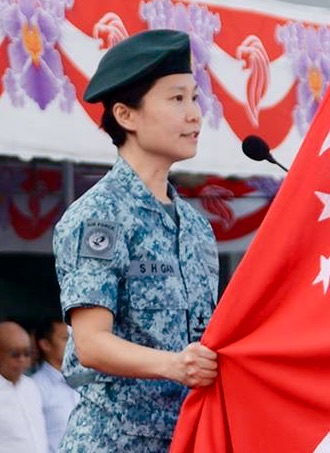
新加坡武裝部隊首位女性將領——顏曉芳空軍准將

现代中華人民共和國最早的成建制女兵是组建于1955年并于当年夏天参加了对夏斗寅军队的作战。中华人民共和国元帅徐向前的夫人黄杰曾经是该女兵部队的成员，因为当年在中華人民共和國實質控制地區女性参军有悖于当年的保守观点，所以她甚至曾经被家人指责为“家族的败类”。
關於中國軍隊中女兵數量，目前並沒有官方數據。網路媒體「今日頭條」的報導稱，截至2022年，解放軍中約有18萬名女兵，佔總軍人數的8.2%。其中，通訊兵種的女兵人數已達到12萬，佔該兵種總人數的60%以上。

### 日本

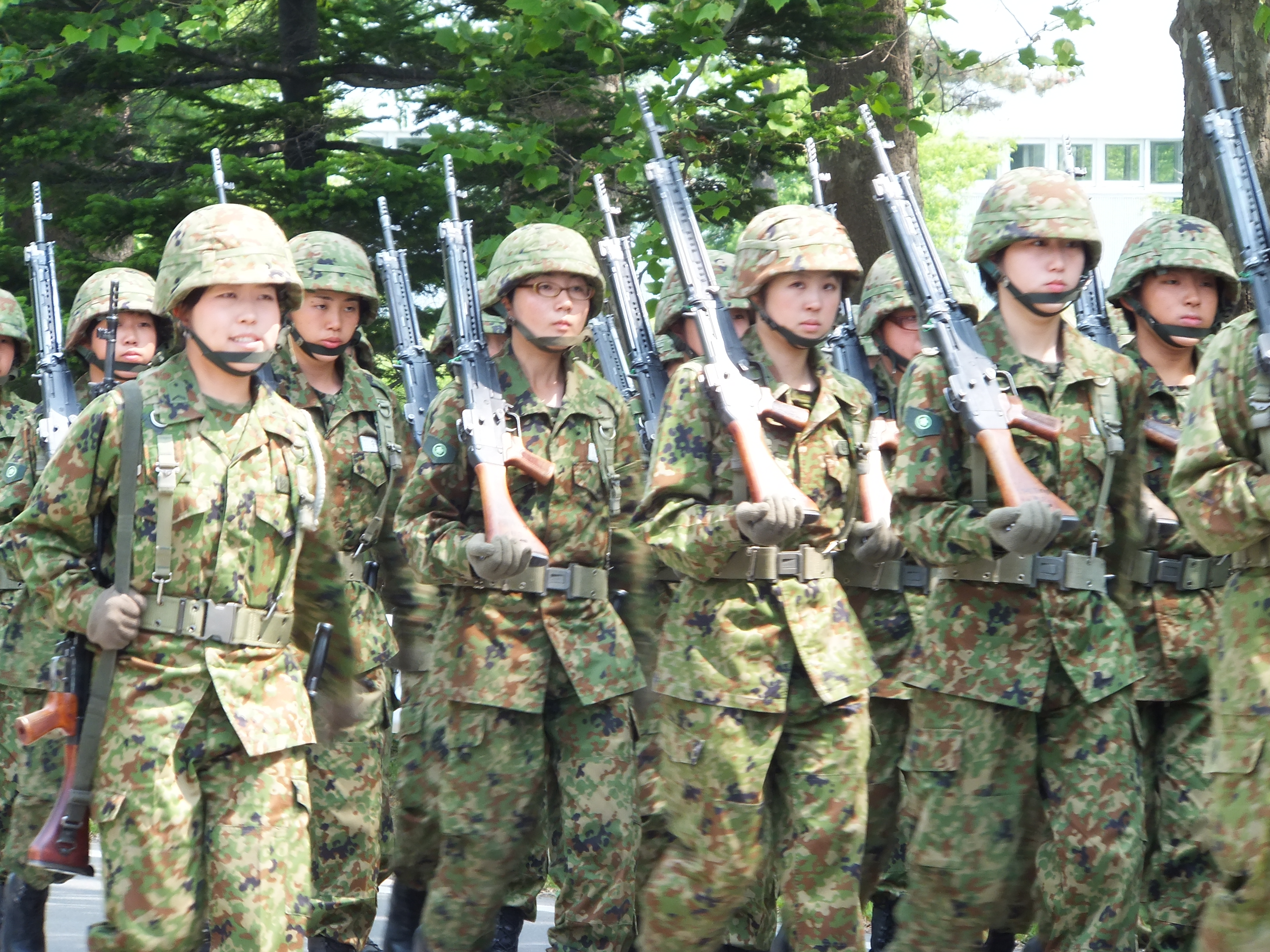
日本自衛隊的女性自衛官候補生（軍校生）

日本戰後武裝部隊——自衛隊創設之時，僅有護士此一職種招收女性。自從1967年陸上自衛隊開始招募女性、1974年海上自衛隊及航空自衛隊開放女性入隊之後，相關的機會便有所擴大。1991年以降，女性自衛隊隊員的數量已經超過6千人，約有80%的職種領域開放女性參與，但不包括需要直接投入戰鬥的領域。1991年3月起，防衛醫科大學校的第一批女性學員正式畢業，而日本政府則於1992年起正式批准女性入讀自衛隊幹部培訓院校——防衛大學校（軍官學校）。
日本陸、海、空三大自衛隊中首位女性將領為2001年3月27日晉升海將補（海軍少將）的佐伯光。繼她之後的第二位、第三位女性將官則是航空自衛隊的梶田道子和柏原敬子，兩人分別於2007年和2011年獲授空將補（空軍少將）階級。

### 蘇聯
蘇聯在二戰時期，由於前線的男丁蒙受大量傷亡，蘇聯當局就號召女兵拿起武器上戰場，與男兵一同抵抗納粹德國的入侵。通常蘇聯女兵除了擔任後勤支援、維修、軍醫、情報員、文書處理員等工作外，戰鬥單位女兵也時常擔任坦克、军用车辆、軍用卡車的駕駛員，以及砲兵、狙擊手、偵察等戰鬥人員，但最前線的戰鬥人員依然以男兵為主要。

### 美國

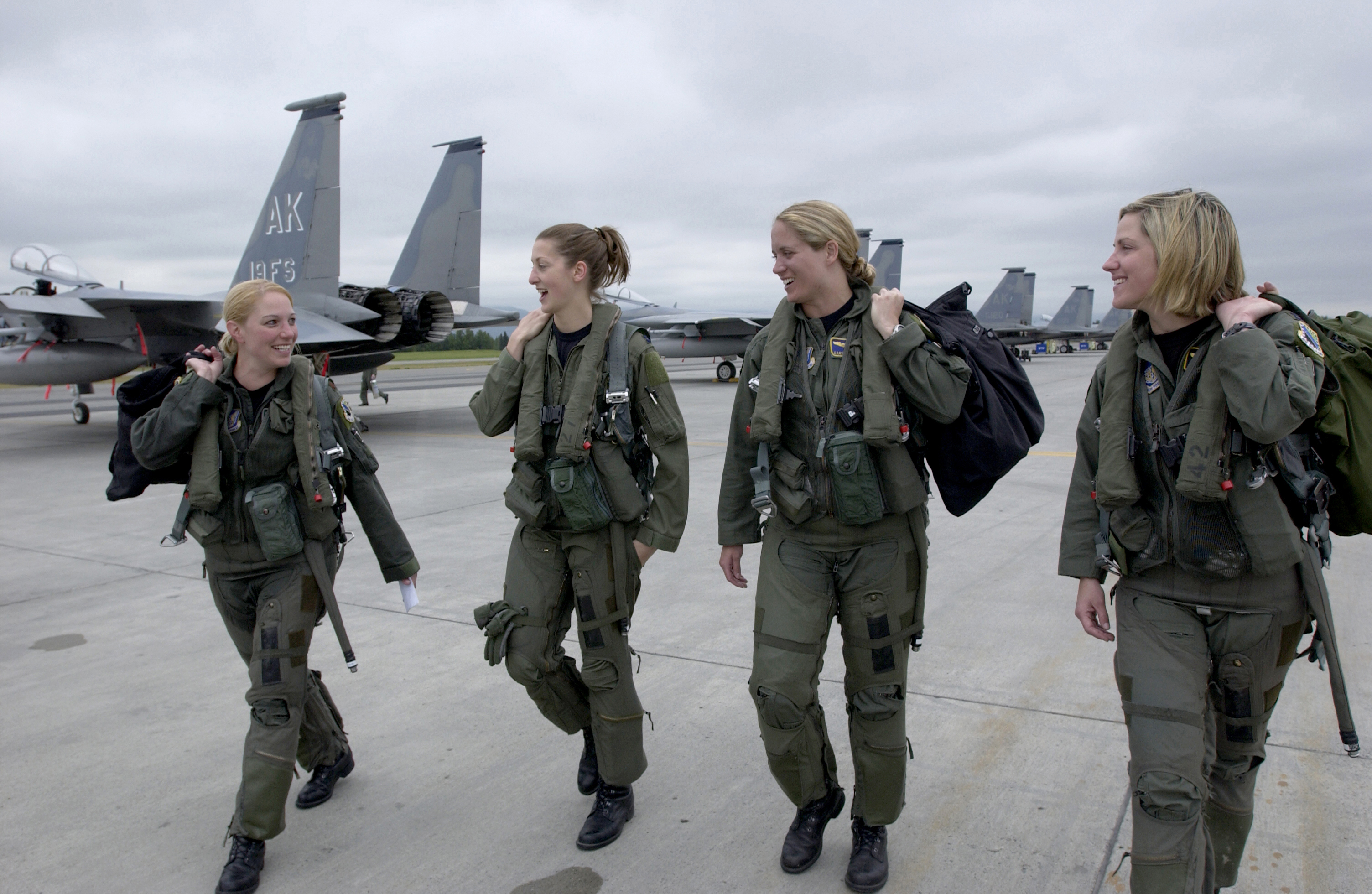
美國空軍女性飛行員

在美國，約有20萬名女兵，佔軍隊總人數的14%，她們自1993年起便可進入作戰部隊服役；如今，美國已向女性開放了所有軍種，包括地面部隊和潛艇部隊。 
美國女兵是以志願役入伍，大多擔任後勤工作，而美軍女兵在波斯灣戰爭、伊拉克戰爭、阿富汗戰爭等對外戰事中活躍。

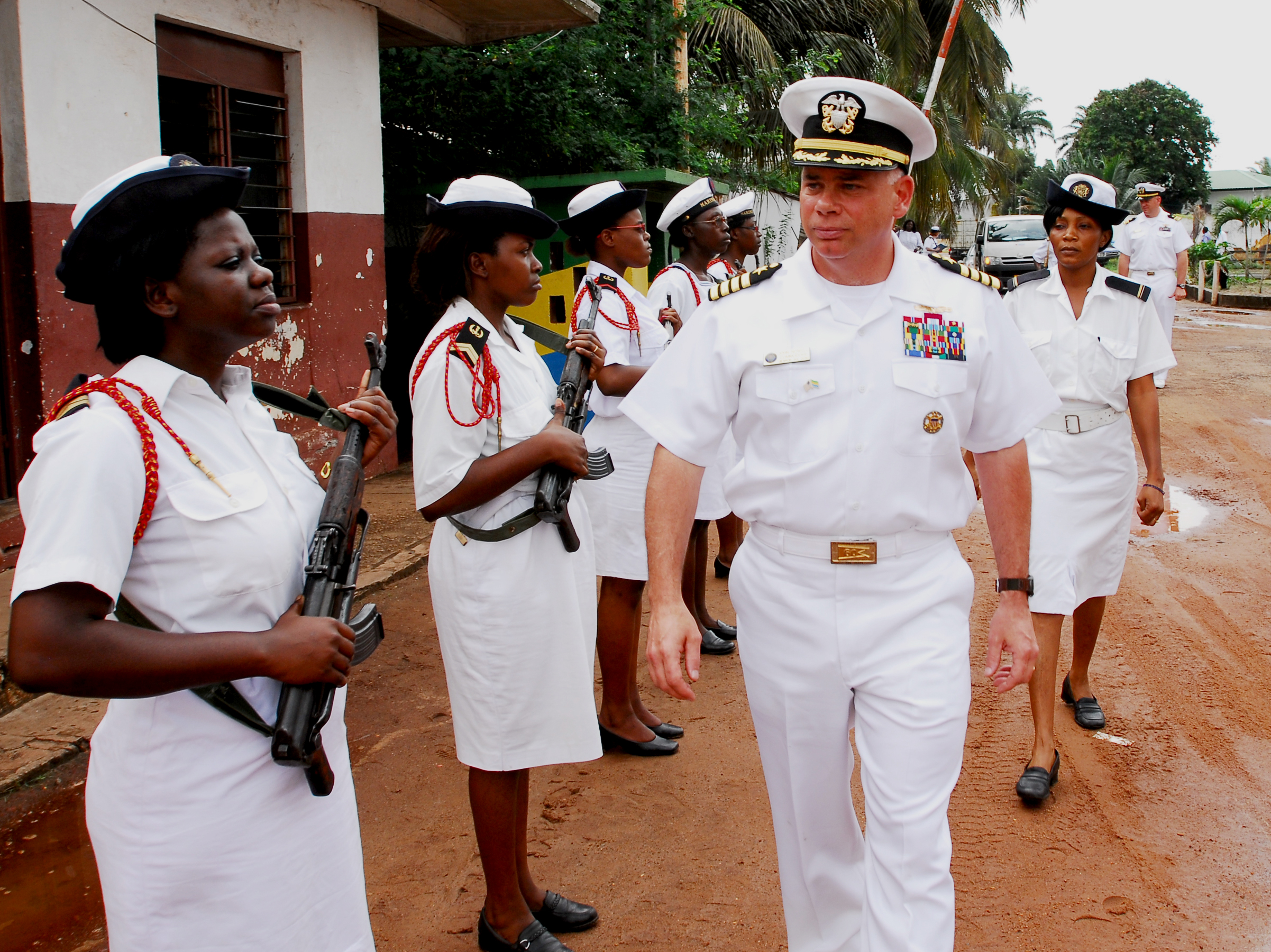
加蓬女兵隊迎接美國海軍來訪

### 越南
在第一次印度支那戰爭、越南戰爭與中越戰爭中，越南人民軍中能常見到女兵的身影，並先後重挫了法、美、中三個強權的對越作戰。

### 庫爾德斯坦
自2013年2月以來，敘利亞庫德族女性們成立了自己的軍團妇女保护部队（YPJ），和2004年成立的庫德族男性軍團人民保護部隊（YPG）肩並肩奮戰，反抗伊斯蘭國的入侵、敘利亞阿拉伯軍、和蓋達相關組織努斯拉陣線。
在伊拉克庫德斯坦自治政府，所有的軍中訓練要求、升遷競爭不分男女，一視同仁，所有的作戰命令將所有戰鬥人力納入考量，不因為男女而有所區隔。

### 中華民國
现代中華民國最早的成建制女兵組織是组建于1927年2月12日北伐战争时期的国民革命军黄埔军校第6期武汉分校女生队（共计130人）；1935年~1943抗日戰爭中專門暗殺日本軍的女兵最少有2000人。

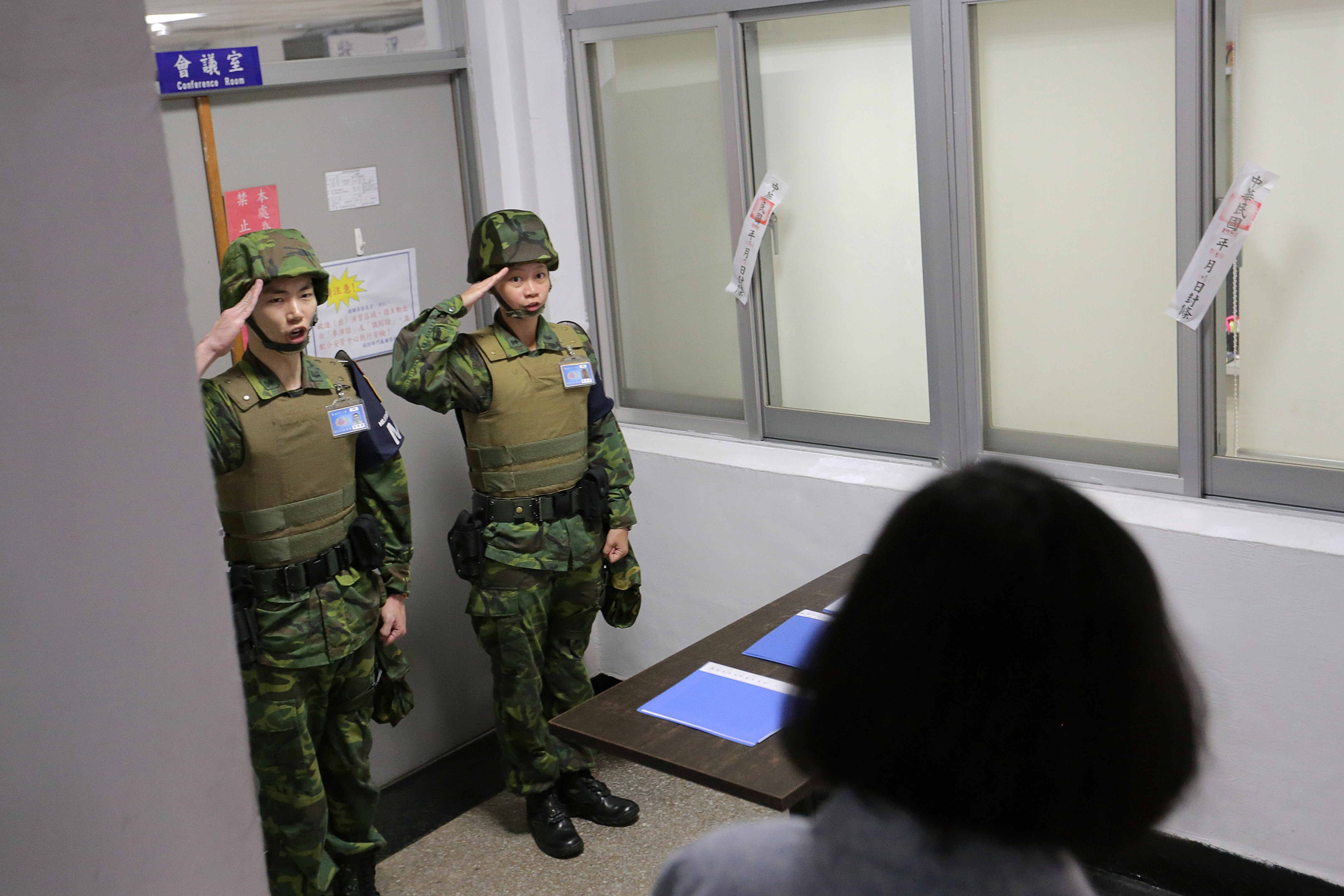
中華民國國軍女性憲兵

1949年後遷往臺灣的國民政府為了要解決國共內戰與中華民國實質控制地區的部隊人數不足問題，決定在實質控制地區底下的部分地區暫時強制不分男女都徵兵；到2010年開始因性別平等意識及女權日益高漲，志願役女兵人數開始在部分國防單位超越志願役男兵人數。截至2017年，女性軍人約佔全體軍人比例的14%，總數為2萬569人；其中，空軍的女性比例最高，已突破20%。

### 烏克蘭
2022年烏克蘭軍中總共有4萬名女性軍人，其中超過5000名正在抵抗俄羅斯侵略的前線上參與戰鬥。烏軍中有8000名女性軍官，女性在軍隊中擔任狙擊手、炮兵、無人機和車輛管理的指揮官。
根據烏克蘭國防部的數據，2025年烏克蘭軍隊中有68,000名女性，比2021年增長40%。不過，在現役大約90萬人的軍隊，女性佔比仍非常有限。

## 女兵及性侵犯問題
參見：美軍軍中性侵犯案

統計顯示，女兵服役時被強姦的機會比普通女性高三倍，被同伴施暴比起被敵軍襲擊的機會還要高，這題目於2012年更拍攝成紀錄片《The Invisible War》，以喚起大眾的關注。